# Halte Beijnes
Halte Beijnes is een voormalige spoorweghalte in Beverwijk aan de spoorlijn Haarlem - Uitgeest
Deze halte werd gebruikt voor het personeel van de Koninklijke Fabriek van Rijtuigen en Spoorwagens J.J. Beijnes, die de productie in 1950 had verplaatst van het Stationsplein in Haarlem naar een nieuwe fabriek ter hoogte van de Sint-Aagtendijk in Beverwijk. Er stopte 's ochtends een trein vanuit Haarlem en 's avonds in de terugrichting om de forensen naar en van hun werkplek te vervoeren. De halte was in gebruik gedurende het bestaan van de Beverwijkse Beijnes-vestiging in de periode 1950-1963, maar het is niet bekend of dit voor deze hele periode gold.
De halte lag op ongeveer 1 kilometer ten noordoosten van het station Beverwijk en bestond uit twee perrons in bajonetligging: een noordelijk eilandperron tussen de overweg Sint-Aagtendijk en het overpad enerzijds en een zuidelijk zijperron vanaf het overpad richting het zuidwesten anderzijds. Dit overpad was gesitueerd ter hoogte van de spooraansluiting van de Beijnes-fabriek.